# Raimundos
Raimundos é uma banda brasileira de punk rock formada em Brasília em 1987. O nome é derivado de uma de suas maiores influências, a banda Ramones. Com oito discos autorais, trinta anos de existência e mais de cinco milhões de cópias vendidas, é uma das principais bandas dos anos 90.

## História

### 1987-1990: Primeira fase
O grupo foi constituído em Brasília no ano de 1987. Era formado pelos vizinhos Digão, na bateria, e Rodolfo Abrantes, na guitarra. Eram influenciados pelas bandas Dead Kennedys, Suicidal Tendencies e Ramones, atuando como cover desta última. Na época, faltava um baixista, e então Canisso passou a tocar com a dupla.
A primeira apresentação da banda foi realizada na casa de Gabriel Thomaz, cantor do Autoramas, durante a virada de ano de 1988. Fred, que estava presente naquela apresentação, eventualmente se tornou baterista da banda. Dentre suas influências, Raimundos também incorporou a cultura nordestina, em parte em virtude do compositor de forró Zenilton, considerado pelos integrantes da banda como sua maior influência nordestina. Rodolfo, mais tarde, recordou: "Minha família é da Paraíba, e eu me lembro que desde os dez anos, eu sempre ia naqueles churrascos com os meus pais. Tocava forró o tempo inteiro, e eu achava aquilo um saco. Só gostava das canções do Zenilton, por causa das letras sacanas, achava aquilo muito fera."
O ritmo da banda se manteve constante até sua separação, em 1990: Canisso começou a estudar Direito na Universidade de Brasília e teve filhos; Digão deixou de tocar bateria por problemas auditivos e começou a tocar guitarra; Rodolfo por sua vez passou a cantar na banda Royal Street Flesh, casou-se e mudou-se para o Rio de Janeiro.

### 1992—97: O retorno e o sucesso comercial
O retorno se deu em 1992 com uma oportunidade em tocar em um bar de Goiânia. Como Digão havia passado para a guitarra, a banda começou a procura por um baterista, chegando até a utilizar uma bateria eletrônica. Não obtendo bons resultados, recrutam Fred, que na época já era fã do grupo.
No ano seguinte a banda gravou uma fita demonstrativa contendo "Nega Jurema", "Marujo", "Palhas do Coqueiro" e "Sanidade", iniciando então divulgação pelo país. A banda passou a ser reconhecida pela mídia e por outras bandas, e foi convidada a tocar no Rio de Janeiro. Nesta época, abriram apresentações de Camisa de Vênus e Ratos de Porão no Circo Voador, além de uma temporada para o Titãs. Um jornalista brasiliense passou a fita demo para seu amigo jornalista da revista musical Bizz, Carlos Eduardo Miranda, e este se interessou em produzir um álbum da banda, que assinou com seu selo  Banguela Records e se mudou para  São Paulo. Em 1994, lançam seu primeiro disco, intitulado apenas como Raimundos, pelo selo Banguela dos Titãs. O disco teve boa aceitação, vendendo mais de 150 mil cópias. O som pesado, com letras cheias de palavrões e com fortes influências nordestinas, chamou a atenção da mídia e do público, com canções como "Puteiro em João Pessoa". O grande sucesso do álbum foi a balada pornô-erótica "Selim", que impulsionou as vendas do disco e tornou a banda conhecida no país inteiro. O álbum foi de extrema importância para o cenário musical brasileiro, devido ao som inovador (intitulado "forró-core") e ao fato de ter sido um dos responsáveis pela "abertura de portas" para o rock dos anos 90, influenciando praticamente todas as bandas que se formariam depois.
Em 1995, voltam ao estúdio para gravar Lavô Tá Novo pela gravadora Warner, sob o produtor inglês Mark Dearnley. Com mais ênfase no hardcore em detrimento ao forró, gerou sucessos como "Esporrei Na Manivela", "Eu Quero Ver o Oco", "O Pão da Minha Prima" e "I Saw You Saying (That You Say That You Saw)" e superou as vendas do original. Mais de 250.000 cópias foram comercializadas, fazendo com que a banda ganhasse o primeiro disco de platina da carreira. Os Raimundos se consolidaram com participações nos festivais Monsters of Rock e Hollywood Rock, onde tocaram ao lado de grupos clássicos como Motorhead e Iron Maiden.  Em 1996 a banda lança uma caixa com CD, história em quadrinhos e fita VHS chamada Cesta Básica, que se esgotou em poucos meses.
Em 1997, a banda foi para os Estados Unidos gravar o quarto álbum, Lapadas do Povo, novamente com Mark Dearnley. Com poucas músicas compostas e quase nenhuma letra escrita, a banda teve que passar uma temporada em Los Angeles. A distância da família e dos amigos, o estigma de banda incapaz de escrever letras sérias, uma febre de bandas nacionais tentando copiar o estilo da banda, além dos problemas com o público mais pesado e o incentivo do empresário para que a banda se tornasse a mais pesada do país, somados à pressão da gravadora e a influência da cena hardcore de Los Angeles, assistindo a bandas como Suicidal Tendencies, influenciaram na criação do mais pesado de seus álbuns, com letras mais sérias. A banda iniciou a turnê do álbum em um clima excelente, pois estavam com um disco que consideravam um presente para os fãs, além de estarem mais unidos do que nunca depois de se recuperarem dos problemas pessoais já citados. Entre as canções destacam-se "Andar na Pedra" com um clipe estrelado pelo ator Matheus Nachtergaele, uma regravação de "Oliver's Army" de Elvis Costello, e uma versão de uma canção dos Ramones, "Pequena Raimunda (Ramona)". Apesar das boas críticas, o disco acaba vendendo menos que o esperado. Para piorar, em um show na cidade de Santos, litoral de São Paulo, um dos alambrados onde o público saía caiu, provocando a morte de oito pessoas e 67 feridos. Posteriormente classificado como "eterna ferida", a banda se abalou com o ocorrido e cancelou diversas apresentações.
Finalizada a turnê do Lapadas do Povo, a banda começa a planejar e a traçar os preparativos para o novo álbum. Em mente, tinham apenas a certeza que o melhor seria que o álbum fosse todo gravado no Brasil, com a participação ou presença de vários amigos, pois só assim conseguiriam retornar ao verdadeiro estilo da banda. Em maio de 1999, foi lançado Só no Forévis, o disco mais vendido da banda. Um fato curioso foi que a primeira tiragem do CD foi roubada, o que levou os Raimundos a saírem tanto nas páginas policiais quanto nas páginas de cultura dos jornais. Fora esse pequeno incidente, tudo tinha voltado como antes, com letras mais debochadas e bem humoradas, assim como nos primórdios da banda. O disco emplacou vários hits nas rádios e na MTV Brasil, como "A mais Pedida", "Me Lambe", e "Mulher de Fases", considerada a canção de assinatura da banda. Ao todo, o disco vendeu cerca de dois milhões de unidades e tornou-se um dos mais comprados de todos os tempos no território. Para coroar a ótima fase, 27 de outubro de 2000 a banda lança MTV Ao Vivo; um álbum duplo gravado ao vivo, durante um concerto em maio, em Curitiba e São Paulo, sob a produção da MTV Brasil. O disco vendeu mais de 400 mil cópias apenas em seu primeiro mês de disponibilidade, chegando a passar um milhão de unidades vendidas. Os shows incluíram "Reggae do Manêro", uma canção debochada escrita à época de Lapadas do Povo mas que Rodolfo deixou de fora do disco "de tão avacalhada que a música era", e que apesar de ser tocada sem pretensões a gravadora resolveu tornar a música de trabalho de MTV Ao Vivo, com tremendo sucesso. Em outubro, os Raimundos foram uma de seis bandas brasileiras que se retiraram do Rock in Rio após a exclusão d'O Rappa. Anos depois Fred acrescentaria que eles estavam desconfortáveis com o fato de que, ao contrário da turnê onde usavam o próprio cenário e equipamento, o contrato previa usar o que era providenciado pelo festival sem nem a possibilidade de uma passagem de som para garantir a qualidade do concerto.

### 2001—06: A saída de Rodolfo e declínio
Em janeiro de 2001, em meio aos trabalhos de divulgação do MTV Ao Vivo, Rodolfo se converteu ao Cristianismo. Em 13 de junho — mesmo dia em que a versão em DVD da obra chegava às lojas — ele anuncia o seu desligamento da banda. Na época, ele justificou sua partida, declarando que as letras das canções haviam tornando-se incompatíveis com seu novo momento de vida e que não se sentia mais a vontade interpretando-as: "Eu vejo que a gente tinha muito espaço [na mídia] e eu não estava dizendo nada para as pessoas. Sabe, eu tenho necessidade de fazer hardcore mesmo. É o ritmo de que eu gosto, mas eu quero dizer alguma coisa legal. A gente tinha um espaço tão grande e a gente não usava ele pra nada. Falava de "papel pra cagar". A música tocando mil vezes na rádio falando a maior besteira do mundo". O cantor ainda creditou a música "20 e Poucos Anos", de Fábio Jr; regravada recentemente pelo Raimundos, como uma fonte de inspiração para ajudá-lo a refletir sobre a decisão. A saída de Rodolfo chocou os fãs e os demais membros, que chegaram a declarar o término do grupo, justificando que "não faz[ia] sentido continuar, o Raimundos eram quatro amigos". Entretanto, a banda ainda tinha um contrato vigente com a Warner, o qual previa o lançamento de mais um disco. Com isso, optaram por não gravar material inédito, e sim utilizar o já existente em seu acervo para cumprir o contrato.
Para esse novo disco, que foi lançado com o título de Éramos Quatro, o Raimundos entrou em estúdio no formato power trio, com Digão nos vocais, para regravar "Sanidade", música que já havia sido registrada na fita demo o grupo em meados de 1992, e que originalmente já era cantada por ele. Para completar o disco foram resgatadas duas faixas de estúdio, sendo elas um cover de "Desculpe, Mas Eu Vou Chorar", da dupla Leandro e Leonardo e uma versão da canção infantil "Nana Neném", que foi gravada para uma campanha publicitária das sandálias Rider, em 1998. Também foi adicionado ao disco o setlist de um show tributo a Ramones que a banda fez no aniversário da rádio 89 FM, em 2000, tendo a participação de Marky Ramone nestas. Com exceção de "Sanidade", todas as músicas ainda traziam a voz do antigo vocalista.
Com o apoio dos fãs, a banda reconsiderou o encerramento de suas atividades, e junto ao anúncio do lançamento do disco Éramos Quatro, em outubro de 2001, também apresentou sua nova formação, agora com Digão, além de guitarrista, vocalista e Marquim (ex-Peter Perfeito) na segunda guitarra. O primeiro show da nova formação do Raimundos foi em 28 de outubro de 2001, em um festival promovido pela Rádio Mix no Anhembi. Em 2002, ainda pela gravadora Warner, lançaram o seu primeiro disco de inéditas com a nova formação, o Kavookavala. O mesmo contou com participações especiais de Derrick Green, vocalista do Sepultura, do funkeiro Mr. Catra e também de Telo, que é coautor de quase todas as músicas do álbum. O show de lançamento de Kavookavala aconteceu no Olympia, no dia 13 de setembro daquele mesmo ano. Apesar do disco ter sido bem recebido tanto pela crítica quanto pelo público, sua vendagem não foi tão expressiva quanto a dos discos anteriores, fato que levou os membros da banda a questionarem a atuação da Warner mediante a sua forma de promoção. Dos videoclipes gravados para esse álbum, apenas o de "Fique! Fique!" foi financiado pela gravadora, o da música "Joey", foi bancado pelo próprio Raimundos. Em novembro, meio a turnê de divulgação do projeto, Canisso deixou o Raimundos, por motivos que na época não foram esclarecidos. Alf, também vocalista do Rumbora, assumiu seu posto, seguindo em turnê com a banda. Em 2004, já insatisfeitos com a Warner, o grupo encerrou de vez a sua parceria com a gravadora, tornando-se uma banda independente. Sem vínculos com nenhum selo, em 2005 lançam o extended play (EP) Pt Qq cOisAh (lê-se "Ponto Qualquer Coisa"), contendo cinco faixas inéditas. Diferente de todos os lançamentos anteriores, esse foi disponibilizado apenas para download digital gratuito através do site da MTV Brasil.

### 2007—09: Projetos paralelos
Em março de 2007, período em que o Raimundos vivia um período longe a grande mídia, Fred e Alf anunciaram um novo projeto paralelo ao grupo, o Supergalo. Já em junho a saída de ambos foi anunciada pelo Raimundos, e na ocasião Canisso foi chamado para fazer duas apresentações com a banda, que já contava com Caio como novo baterista. Em agosto de 2007, foi a vez de Digão iniciar um projeto paralelo ao Raimundos, ao lado de Denis Porto; ex-vocalista da banda carioca Mr. Sombra, ele fundou o projeto Denis & Digão, um duo acústico de voz e violão. Com o lançamento do disco do duo, MuitAMORdomia, somado as declarações de Digão sobre o Raimundos não ser mais sua prioridade musical na ocasião, foi especulado que Digão estaria deixando o Raimundos e que Telo, autor de diversas composições do grupo, desde o primeiro disco, assumiria seu lugar, o que de fato nunca aconteceu.
A banda voltou a fazer vários shows, lançou uma turnê em 2008, rotulada de "A volta de Canisso", continuaram fazendo shows de médio porte pelo Brasil inteiro, resgatando velhos fãs e conquistando o público mais jovem. Essa turnê conseguiu fazer a banda voltar à evidência. A principal aparição da banda, foi no programa Altas Horas, em abril de 2008. Nesse meio tempo a banda baixou o seu cachê para ter mais shows, com Digão agendando os shows, e Canisso se tornando o produtor de estrada e cobrador dos cachês. No ano de 2009, era possível perceber pistas de que a situação voltaria a ser favorável para a banda. Depois de sete anos longe da grande mídia, a banda se dizia preparada para voltar a tocar junto com os grandes nomes do rock mundial. Digão afirmou: "afinal, uma das bandas que mais fez sucesso nos anos 1990 e início dos anos 2000, jamais se acabaria aos poucos. Pelo contrário, o tempo serviu para aprendermos a não dependermos 100% da mídia sacana!".[carece de fontes?]

### 2010—11: Turnê com Tico Santa Cruz eRoda Viva
Em 2010 o Raimundos iniciou uma parceria com Tico Santa Cruz, que assumiu temporariamente os vocais da banda em uma turnê pelo Brasil. Embora Digão ainda cantasse algumas músicas durante os show, na ocasião permaneceu maior parte do tempo tocando guitarra e fazendo backing vocal. A ideia da parceria surgiu do próprio vocalista do Detonautas, através de uma publicação feita em seu Twitter em 16 de outubro de 2009. Embora a turnê com Tico tenha iniciado de fato em 2010, no dia 27 de novembro de 2009 o cantor se apresentou pela primeira vez junto ao Raimundos no Festival Cerrado Virtual, em Brasília, que reuniu artistas para um tributo ao produtor Tom Capone.
Além de uma série de shows com o novo vocalista, onde incluísse também passagens por grandes festivais pelo Brasil, junto à Tico o Raimundos voltou a participar, naquele, ano de programas de grande audiência na televisão, como o Altas Horas e o Big Brother. Tico declarou anos mais tarde que sua passagem pela banda foi fundamental para reergue-la, já que de fato a mesma passava por situação muito difícil naquela ocasião. Em meio a sua estadia na banda, Tico levou um grupo de fãs do Raimundos entraram em atrito com um grupo de fãs do NX Zero em virtude a uma discussão protagonizada entre os vocalistas das respectivas bandas. Di Ferrero, do NX Zero, que disse através do seu Twitter: "Raimundos é foda! #VoltaRodolfo!!!". Se sentindo atacado, Tico rebateu o comentário e iniciou uma polêmica na qual chegou declarar em tom de ameaça que em breve ambos se encontrariam pessoalmente no Atlântida Festival, evento que ocorreu em Porto Alegre, em maio de 2010. Para a surpresa de Tico, em meio a apresentação do Raimundos no tal festival, Canisso acabou convidando Di Ferrero para participar de uma das músicas no show e com isso propôs encerrar o a polêmica.
No final de 2010, o Raimundos voltou a lançar novos trabalhos, porém sem a presença de Tico Santa Cruz. Em novembro de 2010 a banda lançou o single Jaws; a primeira música inédita em cinco anos, que ainda no mesmo mês também ganhou um vídeo clipe. Em 18 dezembro de 2010 a banda realizou a gravação do DVD Roda Viva no Kazebre, em são Paulo, em uma noite em que também se apresentaram as bandas Velhas Virgens e Dead Fish. Cerca de 15 mil pessoas compareceram a gravação que conta com cerca de 25 faixas.[carece de fontes?] O DVD foi lançado no dia 26 maio de 2011, no Opinião em Porto Alegre. Em novembro do mesmo ano, apresentou-se no SWU Music & Arts Festival. Em fevereiro de 2012, gravou um novo Luau MTV, na praia do Pepê, no Rio de Janeiro.

### 2012—17: Novos projetos e tributo
Em 2012, os Raimundos lançaram em conjunto com seus ídolos do Ultraje a Rigor o álbum O Embate do Século: Ultraje a Rigor vs. Raimundos, onde as bandas tocavam músicas do repertório alheio. O álbum foi lançado no dia 20 de julho de 2012, pela gravadora Deck. As duas bandas se apresentaram juntas no programa "Agora é Tarde".[carece de fontes?] No ano de 2013, a banda foi homenageada com um CD tributo intitulado Rumo ao Roda Viva. Este álbum foi organizado coletivamente por fãs e apresentou 15 faixas regravadas por bandas independentes de diferentes estados brasileiros, estando disponível para download gratuito. O oitavo disco de inéditas dos Raimundos e primeiro em doze anos, Cantigas de Roda, foi lançado em 2014. Produzido com a ajuda de Billy Graziadei, líder do Biohazard, começou a ser gravado em setembro de 2013 e foi totalmente financiado por crowdfunding, que alcançou mais de R$ 123 mil, apesar da meta inicial ser de R$55 mil. Canisso descreveu o álbum como sendo de músicas pesadas. "Vai ser uma trilha sonora para rodinha, música de roda". Em julho de 2013 a banda disponibilizou a música inédita Politics no seu site oficial para download,  paralelamente a música também foi lançada na 89 FM A Rádio Rock. Em 13 de julho lançaram na internet o clipe da música em comemoração ao Dia Mundial do Rock. Em 2014, a banda tocou na terceira edição do Lollapalooza Brasil.
Em 2015, os Raimundos gravaram duas versões rock do samba Meu Lugar, de Arlindo Cruz: uma para a abertura do campeonato mundial de skate bowl, o Oi Bowl Jam 2015, transmitido pela Rede Globo, chamada Meu Lugar (Madureira); outra para a abertura da novela Malhação, chamada Vitória pra Comemorar (Meu Lugar). Em 2016, aconteceu a gravação do DVD Raimundos Acústico em Curitiba, com a participação de vários artistas, como Fred, o baterista da formação original, Ivete Sangalo, Alexandre Carlo e Marcão, que foi lançado no segundo bimestre de 2017 . Em março de 2017, lançaram o vídeo clipe de Bonita, a primeira música de trabalho do DVD acústico. Nos aniversário de 25 anos de lançamento do álbum de estreia da banda, foi lançada a turnê comemorativa com a presença do baterista Fred, na qual dividiu a apresentação com Caio, numa inusitada formação com duas baterias no palco. Em 2019, a banda foi convidada a se apresentar o festival Rock in Rio. Canisso, Digão, Caio e Marquim dividiram o Palco Mundo com a banda CPM 22, sendo uma das apresentações destaques da segunda noite do festival.

### 2023—presente: Morte de Canisso, celebração de 30 anos e novo álbum
Com a morte de Canisso em março de 2023, rapidamente, o Raimundos anunciou que o roadie da banda, Jean Moura, assumiria o posto de baixista para o cumprimento da agenda de shows. Jean já vinha sendo ensaiado por Canisso para eventuais substituições.
O primeiro show do grupo com Jean ocorreu 12 dias após a morte de Canisso, no dia 25 de março. A apresentação ocorreu em Cláudio, cidade mineira, durante o 6º Encontro Motociclístico da Cidade Carinho. Em junho de 2023, o Raimundos, em parceria com a rádio 89 FM, promoveu um show em homenagem a Canisso, no qual participaram uma série de nomes da música nacional, dentre eles BNegão, Andreas Kisser, Dinho Ouro Preto, Supla, Di Ferrero, Fiuk, Vitor Kley, Gabriel Thomaz e Jimmy London. O show ocorreu na Audio, em São Paulo, tendo toda sua renda revertida para a família de Canisso. Em agosto de 2024, o Raimundos lançou um projeto para celebrar os 30 anos de seu primeiro disco, no qual grandes artistas da música brasileira irão reinterpretar e gravar suas faixas ao longo do ano. A primeira música divulgada foi "Puteiro em João Pessoa", interpretada por Marcelo Falcão. No dia 6 de novembro, o Raimundos lança a música "Maria Bonita" como primeiro single para o novo álbum, XXX, o nono disco e o primeiro de inéditas em 11 anos, nos streamings e no dia 26, o videoclipe é lançado. Em 5 de fevereiro de 2025, o Raimundos lança o segundo single "Os Calo", que recebe videoclipe no dia 12 No dia 21 de maio, Raimundos lança o álbum, apresentando mais 7 faixas. O próximo single será "Um Doce", que receberá videoclipe.

## Integrantes

#### Formação atual
- Digão: bateria (1987 - 1990), vocal de apoio (1987 - 1990; 1992 - 2001), guitarra (1992 - presente) e vocal (2001 - presente)
- Marquim: guitarra e vocal de apoio (2001 - presente)
- Caio Cunha: bateria e vocal de apoio (2007 - presente)
- Jean Moura: baixo e vocal de apoio  (2024 - presente; músico de turnê 2023)

#### Ex-integrantes
- Rodolfo Abrantes: vocal e guitarra (1987 - 1990; 1992 - 2001)
- Alf: baixo (2003 - 2006)
- Fred Castro: bateria (1992 - 2007; turnê 2019 - 2020)
- Canisso: baixo e vocal de apoio (1987 - 1990; 1992 - 2002; 2007 - 2023; até sua morte)

## Discografia

### Álbuns de estúdio
- (1994) Raimundos
- (1995) Lavô Tá Novo
- (1996) Cesta Básica
- (1997) Lapadas do Povo
- (1999) Só no Forevis
- (2001) Éramos 4
- (2002) Kavookavala
- (2014) Cantigas de Roda
- (2025) XXX